# Stazione di Saginuma
La stazione di Saginuma (鷺沼駅?, Saginuma-eki) è una stazione ferroviaria situata nel quartiere di Miyamae-ku, a Kawasaki, città giapponese della prefettura di Kanagawa. Essa è attraversata dalla linea Den-en-toshi della Tōkyū Corporation.

## Linee
Tōkyū Corporation
● Linea Tōkyū Den-en-toshi

## Struttura
La stazione, in superficie, possiede due marciapiedi a isola con un totale di quattro binari passanti.
| 1-2 | ● Linea Tōkyū Den-en-toshi |  | per Nagatsuta e Chūō-Rinkan                                                                     |
| 3-4 | ● Linea Tōkyū Den-en-toshi |  | per Futako-Tamagawa, Shibuya e, via linea Hanzōmon, Oshiage e, via linea Tōbu Isesaki, Kasukabe |

## Stazioni adiacenti
| «                        | Servizio                 | »                        |
| Linea Tōkyū Den-en-toshi | Linea Tōkyū Den-en-toshi | Linea Tōkyū Den-en-toshi |
| ------------------------ | ------------------------ | ------------------------ |
| Miyamaedaira             | Locale                   | Tama-Plaza               |
| Mizonokuchi              | Semiespresso Espresso    | Tama-Plaza               |